# Put a Little Umph in It
"Put a Little Umph in It" é uma música da banda Jagged Edge com a participação da cantora Ashanti. A música foi lançado como single do álbum Baby Makin' Project, sua produção foi feita por Jermaine Dupri e Manuel Seal.

## Desempenho
| Tabelas muscais (2007)                 | melhor Posição |
| -------------------------------------- | -------------- |
| Estados Unidos - Hot R&B/Hip-Hop Songs | 49             |